# Corno Piglimò
Il Corno Piglimò è una montagna situata in Valsesia, nei territori comunali di Alagna Valsesia, Alto Sermenza e Macugnaga.provincia di Vercelli, facente parte dei Contrafforti valsesiani del Monte Rosa. La sua massima altitudine è di 2894 m s.l.m., e possiede numerose Anticime e Gendarmi.

## Caratteristiche
È una montagna imponente, è caratterizzata da una cresta principale lunga circa 400 m, frastagliata, che scende dalla vetta principale verso nord. Essa divide la Val Grande a Ovest dalla Val Sermenza a Est, con le rispettive pareti: la parete ovest è completamente rocciosa, di un particolare colore nerastro.